# 皇帝秘書處
皇帝秘書處(俄語：Собственная Его Императорского Величества канцелярия或Собственная Е.И.В. канцелярия，羅馬化：His Imperial Majesty's Own Chancellery或H.I.M. Own Chancellery)，沙俄時期直屬皇帝的政府架構。起源於保罗一世建立個人秘書處开始。然后，在亚历山大一世時透過其親信阿克列謝·阿拉克切耶夫，逐漸確立強大和完善。至尼古拉一世時，皇帝秘書處是與內閣及参议院同等权利的龐大机构。1826年以后皇帝秘書處部門組成如下：
- 第一部：準備及颁发詔書，聯絡各总督和內閣成員，並向皇帝提供相關报告、游说、请愿、行政管理及嘉奖事务。由皇帝的国务秘書負責統籌。
- 第二部：制訂法律及宣传推廣法律。首任長官是米哈伊爾·米哈伊洛維奇·斯佩蘭斯基。
- 第三部：負責管理政治犯、审查、宗教政策、外國人管理政策及宪兵。
- 第四部：1828年成立。由保羅一世皇后玛丽亚·费奥多罗芙娜所主理机构改組而成。負責女性教育、孤儿院、残疾、保健管理和其他慈善事業。主掌公共福利。
- 第五部：1836年成立。管理首都聖彼德堡內的國有农奴。
- 第六部：1842年成立。管理高加索地区各民族及發展。